# Municipio de Lake Ibsen
El municipio de Lake Ibsen (en inglés, Lake Ibsen Township) es un municipio del condado de Benson, Dakota del Norte, Estados Unidos. Tiene una población estimada, a mediados de 2021, de 24 habitantes.
Abarca una zona exclusivamente rural.

## Geografía
Está ubicado en las coordenadas 48°14′26″N 99°23′10″O / 48.24056, -99.38611. Según la Oficina del Censo de los Estados Unidos, tiene una superficie total de 92.98 km², de la cual 87.13 km² corresponden a tierra firme y 5.85 km² son agua.

## Demografía
Según el censo de 2020, en ese momento había 14 personas residiendo en la zona. La densidad de población era de 0.16 hab./km². El 71.43 % de los habitantes eran blancos y el 28.57% eran de una mezcla de razas. No había hispanos o latinos viviendo en la región.